# Chlamydióza
Chlamydióza je obecné označení pro onemocnění lidí i zvířat způsobované obligátně intracelulárními bakteriemi z řádu Chlamydiales.

Infekce člověka bakterií Chlamydophila psittaci probíhá za příznaků atypických zánětů plic. K infekci lidí může dojít při chovu a ošetřování krůt a kachen, při jejich porážce i zpracovávání masa. Rovněž tak u chovatelů holubů nebo exotických ptáků. Potenciálním zdrojem mohou být i městští holubi pro svoji vysokou promořenost. K nakažení obvykle dojde inhalací kontaminovaného prachu. Obvykle se jedná o sporadické nebo familiární onemocnění (např. chovatelé exotických ptáků), kdežto u veterinárních lékařů, pracovníků na drůbežích porážkách nebo ošetřovatelů drůbeže na velkých farmách mohou vznikat až epidemie a onemocnění může mít charakter profesionální zoonózy. Přenos C. psittaci z člověka na člověka je vzácný, ale možný. Přenos z člověka na ptáka nebo drůbežím masem nebyl zatím popsán.

## Historie
Nemoc byla známa nejdříve u papoušků a nepochybovalo se o tom, že se přenáší z papoušků na člověka. Proto onemocnění pozorované u člověka a vyvolané kontaktem s papouškovitými (Psittacidae) bylo nazváno psitakózou. Značné rozšíření chlamydií u jiných než papouškovitých ptáků přimělo Meyera (1941) k formulaci návrhu, aby se název psitakóza nahradil názvem ornitóza. O rok později návrh pozměnil tak, aby se výrazem psitakóza označovalo onemocnění lidí způsobené stykem s papoušky a názvem ornitóza onemocnění způsobovaná jinými než papouškovitými ptáky. V roce 1955 dále navrhl, aby se pro lepší rozlišení hovořilo o ornitóze holubů, krůt apod. Protože tyto návrhy měly určité epidemiologické i praktické výhody, všeobecně se vžily a používají se dodnes. Z etiologického hlediska jsou však nesprávné (původce nemoci je stejný u všech druhů ptáků i člověka), proto je nyní doporučován název chlamydióza.

### Do konce 19. století
Onemocnění lidí způsobená chlamydiemi byla známa již v dávných dobách. Trachom je popisován v egyptských papyrech, obraz lymfogranuloma venereum popsal John Hunter v 18. století. Naproti tomu jiné chlamydiové infekce, např. urogenitální, byly rozpoznány až v nedávné době.
První onemocnění u lidí popsal ve Švýcarsku Ritter (1879); tehdy onemocnělo 7 členů z jedné rodiny, z nichž 3 zemřeli. Choroba se objevila za 3 týdny po zakoupení exotických ptáků, kteří již vykazovali klinické příznaky onemocnění. V dalších letech se množily údaje o onemocněních po zakoupení papoušků. V roce 1892 vznikla první větší epidemie v Paříži, a to po dovozu papoušků z Argentiny; do r. 1896 onemocnělo ve větším počtu domácností celkem 70 lidí, z nichž 24 zemřelo.

### Konec 19. století – současnost
Koncem minulého století se epidemie psitakózy vyskytly v Itálii a v Německu; v r. 1909 se vyskytla pozoruhodná epidemie v Zülpichu. Zdánlivě zdravý pár papoušků způsobil smrt jednoho z novomanželů a potom postupně onemocnění lidí, kteří nemocného ošetřovali. Nejvíce lidí onemocnělo po jeho pohřbu, když se zdrželi několik minut v místnosti, v níž byla klec s papoušky. Celkem onemocnělo 26 lidí a 5 z nich zemřelo. V letech 1914-28 se vyskytly jen ojedinělé menší epidemie v Anglii a v USA, protože ve většině států byla již v platnosti ochranná opatření proti této chorobě založená na zákazu a kontrole dovozu papoušků.
Velká epidemie až pandemie proběhla v letech 1929-30. V roce 1929 v Argentině nejprve onemocnělo v okolí Cordoby více než 100 lidí za příznaků atypické pneumonie. Epidemiologické šetření ukázalo, že všichni přišli do styku se zásilkou 5000 papoušků z Brazílie, kteří hromadně hynuli a jejichž majitelé se proto snažili je rychle a levně rozprodat. Nejvíce nemocných lidí bylo mezi prodavači a překupníky. Aukce pokračovala v Tucumanu, kde se vzápětí také objevila onemocnění lidí. Teprve na podzim r. 1929, kdy byla choroba přenesena do hlavního města, byla konečně zburcována veřejná zdravotnická služba, protože i zde došlo k těžkému průběhu epidemie. Proto byl zakázán jakýkoliv prodej a přesun papoušků z Argentiny. Přesto byla nákaza v průběhu roku 1930 zavlečena nejméně do 12 států – USA, Anglie, Rakouska, Itálie, Švýcarska, Francie, Dánska, Alžírska, Holandska, Egypta, Německa, Švédska a Československa. Uvádí se, že celkem onemocnělo 750-800 lidí, z nichž asi 40 % zemřelo. Ve většině případů byla nákaza do Evropy zavlečena papoušky z Jižní Ameriky. Ale i v Evropě, v místních chovech papoušků, byly prokázány latentní rezervoáry infekce, které čas od času byly zdrojem infekcí pro člověka. První případ chlamydiózy u nás u importovaných ptáků popsali Galia et al. (1949). Vážná epizootie kachen v Československu byla pozorována v letech 1949 až 1963 (Strauss, 1967).
Na vysokou kontagiozitu původce ukazuje případ jedné kočovné divadelní společnosti, která si vypůjčila papouška od chovatele pro své představení. Během vystoupení se nakazilo 12 herců, třebaže papoušek byl na jevišti jen v kleci. Další epidemie chlamydiózy byla zaznamenána mezi lovci a škubačkami peří buřňáků ledních (Fulmarus gracialis) na Faerských ostrovech v roce 1939.
Pandemie chlamydiózy v letech 1929-30 přispěla k rozpoznání etiologie, epizootologie i diagnostiky nemoci. Bedson et al. (1930) prokázali filtrovatelnost původce a v témže roce, nezávisle na sobě, popsali způsob mikroskopického průkazu původce ve vyšetřovaném materiálu z lidí a ze zvířat Levinthal (Německo), Coles (Anglie) a Lillie (USA); elementární tělíska se proto také někdy popisují jako tělíska LCL.

## Významné chlamydiózy
- Chlamydia trachomatis
  - sérotypy A-C - trachom (oční infekce)
  - sérotypy D-K - pohlavně přenosné infekce močopohlavního ústrojí (mohou být ale infikovány i např. oči nebo hrtan)
  - sérotypy L1-L3 - lymphogranuloma venereum (pohlavní infekce)
- Chlamydophila pneumoniae
  - bezpříznaková kolonizace dýchacích cest
  - bežné infekce dýchacích cest - rýma, faryngitida, pneumonie
  - meningoencefalitida (zánět mozkových blan) - vzácně
- Chlamydophila psittaci - původce chlamydiózy ptáků, ovcí, abortu hovězího dobytka, encefalomyelitidy skotu, polyartritidy jehňat a telat a pneumonie koček